# 杏ここ
杏 ここ（あん ここ、2004年2月2日 - ）は、日本のAV女優。Y's Entertainment所属。

## 略歴
2023年9月に「FIRST IMPRESSION 162　好ハオ女子 アイドルになるよりもエッチが好き過ぎて…」でアイデアポケット専属女優としてAVデビュー。

## 人物
- アイドル志望だったが、諦めてメイドカフェでバイトをしていたが、三上悠亜に憧れてAV女優になった[1]。
- 初体験は16歳の時に当時付き合っていた1個上の彼氏と彼の家でだった[2]。
- その後デビューまでの経験人数は3人だった[2]。

## 出演作品

### アダルトDVD
- FIRST IMPRESSION 162　好ハオ女子 アイドルになるよりもエッチが好き過ぎて…（9月12日、アイデアポケット）
- キスしておかしくなっちゃおう 汗だく密着ベロチュー接吻SEX（10月10日、アイデアポケット）
- ず～っとキスしていたいね ねっとりじっくり何度も求め合うイチャLOVEハメまくりデート 完全ドキュメント！全編ハメ撮りSEX！（11月14日、アイデアポケット）
- 逆バニー的制服少女　イカしまくりイキまくる全力学園アイドル杏ここちゃん！（12月12日、アイデアポケット）

- 絶頂覚醒 もうセックスなしでは生きていけない… 絶頂イキ289回マ〇コ痙攣2004回鬼ピストン2721回快感潮測定不能（1月9日、アイデアポケット）
- 友達だけど、飲み会後に終電逃して一泊相部屋ホテルで男女の関係に。。。 彼氏より優しい男友達と何度も何度も…絶倫SEX沼。 　相部屋×NTR（2月13日、アイデアポケット）
- 死ぬほど大嫌いな上司と出張先の温泉旅館でまさかの相部屋に… 醜い絶倫おやじに何度も何度もイカされてしまった私。（3月12日、アイデアポケット）
- 田舎から出てきた純粋無垢な新入生を狙ったヤリサー新歓コンパで男たちに無理やりまわされた睡姦集団レ●プ 被害者ここ（1年生） 杏ここ（4月9日、アイデアポケット）
- 家出娘を泊まらせてひたすら輪姦肉便器化。（5月14日、アイデアポケット）
- おやじの媚薬凝縮ザーメン膣奥大量注入! ヤリ部屋軟禁キメセク輪● 中出しされればされるほど快感倍増エンドレスアクメ! 杏ここ（6月11日、アイデアポケット）
- 絶倫デカマラ教師に休み時間10発中出しレ×プされ続けた私（7月9日、アイデアポケット）
- 隣に住む引きこもりこどおじは女子×生のここが大好きで我慢できない。勇気を出して話しかけたら全力シカトで逃げられ恥ずかしさと悔しさの逆上監禁レ×プ（8月13日、アイデアポケット）

### アダルトVR
- 初8KVR 杏ここと究極イチャラブ同棲生活 かわいい顔してち〇ぽ引っこ抜きそうな吸引騎乗位がエグイほど気持ちイイぞ（2023年12月29日、アイデアポケット）

### イメージビデオ
- ALL NUDE 杏ここ（2023年11月28日、Aircontrol）